# فرهاد زیویار
فرهاد زیویار (زادهٔ ۱۳۴۸ در خرم‌آباد) سیاستمدار و مدیر ارشد اجرایی ایرانی است که از سال ۱۴۰۰ تا ۱۴۰۳ در دولت سیزدهم به‌عنوان استاندار لرستان فعالیت می‌کرد.